# Lijst van burgemeesters van Poederoijen
Dit is een lijst van burgemeesters van de voormalige Nederlandse gemeente Poederoijen in de provincie Gelderland.
Voor 1811 behoorde het dorp Poederoijen met het Munnikenland en Slot Loevestein tot de gemeente Brakel, maar in dat jaar werd dit gebied een zelfstandige gemeente.
In 1818 werd hier het dorp Aalst aan toegevoegd.
In 1955 ging deze gemeente op in de gemeente Brakel en sinds 1 januari 1999 maakt het deel uit van de gemeente Zaltbommel.
| Ambtsperiode | Naam burgemeester       | Partij of stroming | Bijzonderheden                                                  |
| ------------ | ----------------------- | ------------------ | --------------------------------------------------------------- |
| 1811 - 1816  | A. Vervoorn             |                    |                                                                 |
| 1816 - 1838  | A. Swaan                |                    |                                                                 |
| 1830 - 1835  | H. van der Moore        |                    |                                                                 |
| 1838 - 1842  | D.W. van Dam van Brakel |                    |                                                                 |
| 1842 - 1850  | D.P. Bekkers            |                    |                                                                 |
| 1850 - 1874  | A. van Os               |                    | In dezelfde periode tevens burgemeester van Brakel en Zuilichem |
| 1875 - 1900  | J. van Dalen            |                    | In dezelfde periode tevens burgemeester van Brakel              |
| 1900 - 1935  | S. van Dalen            |                    | In dezelfde periode tevens burgemeester van Brakel              |
| 1935 - 1955  | W.J. Pos                |                    | In dezelfde periode tevens burgemeester van Brakel              |
| 1945 - 1945  | D.W. van Dam van Brakel |                    | Waarnemend. In dezelfde periode tevens burgemeester van Brakel  |